# 西澤浩次
西澤 浩次（にしざわ こうじ、1956年1月23日 - ）は、京都府京都市出身のプロゴルファー。

## 来歴
伊東商業高校卒業後は日本大学経済学部に進学するも中退し、霞ヶ関カンツリー倶楽部での修業を経て、1983年にプロテストで合格。
1984年のかながわオープンでは初日を新関善美・矢部昭・大町昭義・尾崎将司・金井清一・稲垣太成と共に69をマークして6位タイでスタートし、最終日には矢部と共に河野和重・磯崎功と並んでの4位タイに入った。
1985年には群馬県オープンで優勝し、1987年のマルマンオープンでは初日を平石武則、テリー・ゲール&ブライアン・ジョーンズ（オーストラリア）、重信秀人・塩田昌宏・須貝昇・森茂則・森憲二・中村彰男・古木譲二・船渡川育宏と共に4アンダー68の12位タイでスタートした。
1998年のサンコーグランドサマーを最後にレギュラーツアーから引退。
現在は群馬県を中心にレッスン活動をしており、前橋市の練習場「グリーンウッドゴルフレンジ」と契約しているほか、渋川市の「白水ゴルフ倶楽部」でプライベートレッスンを担当。

## 主な優勝
- 1985年 - 群馬県オープン